# 棘星塘鱧
棘星塘鱧（学名：Asterropteryx spinosus）为鰕虎科星塘鱧屬下的一个种。